# Leonor Ernestina de Daun, Marquesa de Pombal
D. Leonor Ernestina Eva Volfganga Josefa de Daun, Marquesa de Pombal (Viena, 2 de novembro de 1721 – Mercês, 3 de janeiro de 1789) foi a segunda esposa do estadista português Sebastião José de Carvalho e Melo, 1.º Marquês de Pombal. 

## Família
Nascida em Viena, na Áustria, ela era filha do Conde Henrique Ricardo Lorenço de Daun (1673-1729) e de sua segunda esposa a Condessa Maria Josefa Iolanda de Boymont (1692-1758). Eram seus avós paternos Guilherme João Antônio, Conde de Daun e Ana Maria Magdalena, Condessa de Althann, e seus avós maternos era Paris Francisco de Boymont, Conde de Payersberg e Maria Catarina Bárbara.

## Biografia

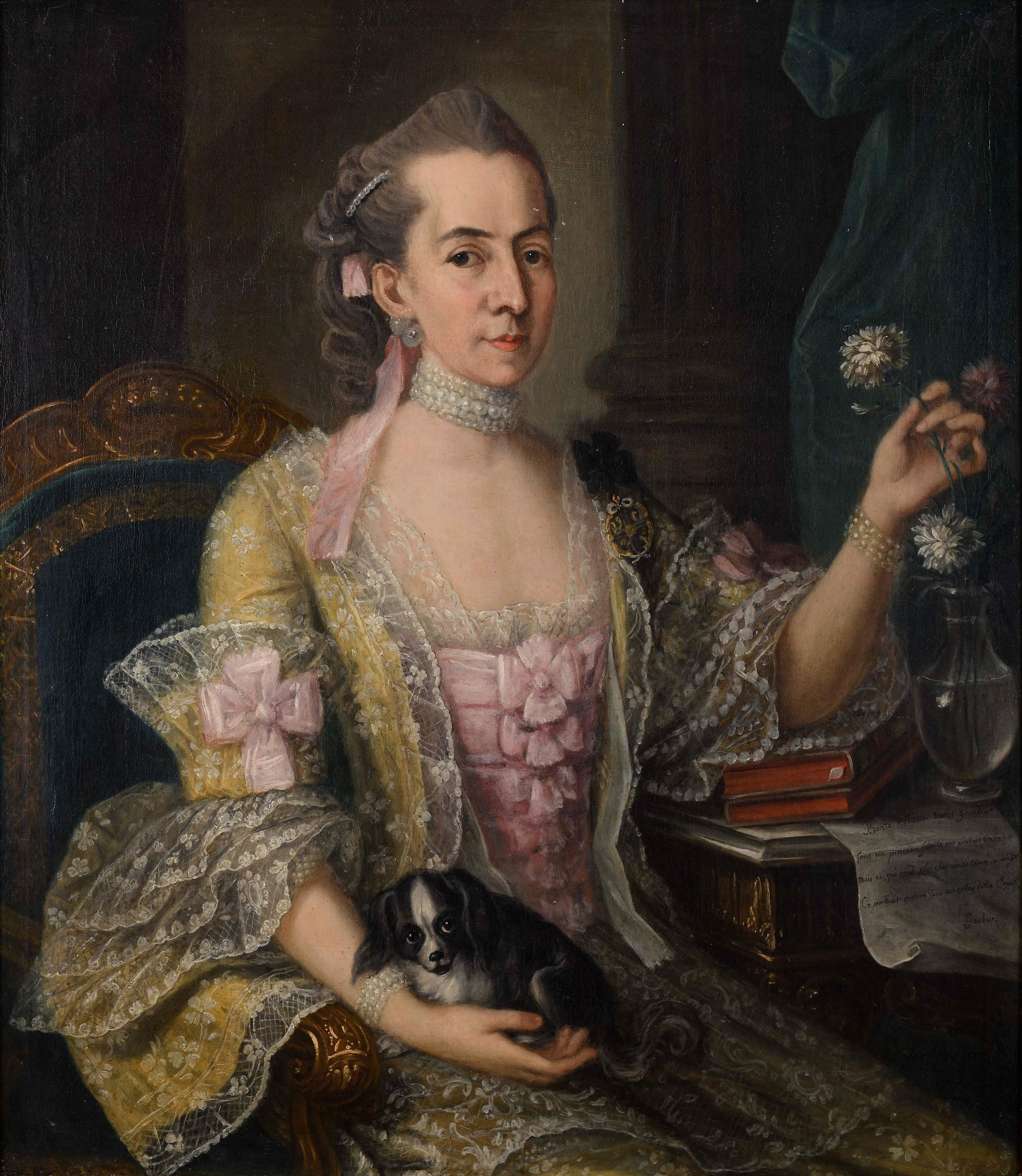
A marquesa de Pombal em 1775 pintada por Pierre Jouffroy.

Foi baptizada com o nome completo de Eleonore Ernestine Eva Wolfganga Josepha. Conheceu, em 1745, Sebastião José de Carvalho e Melo, um diplomata português viúvo que estava em Viena na qualidade de mediador na solução de um grave desentendimento entre a imperatriz Maria Teresa e o Vaticano. Casaram em 18 de dezembro do dito ano, naquela cidade. No entanto, Carvalho e Melo sentia que o clima austríaco lhe fragilizava a saúde e, a conselho do médico Gerard van Swieten, apresentou a sua demissão e voltou para Lisboa com sua esposa no final de 1749. Em 1759, Carvalho e Melo recebeu o título de Conde de Oeiras e, em 1769, o de Marquês de Pombal.
Do casamento com o Marquês de Pombal, teve cinco filhos: Teresa Violante Eva Judite de Daun (1746-1823); Henrique José de Carvalho e Melo (1748-1812); Maria Francisca Xavier Eva Anselma de Carvalho e Daun (1751-1815); José Francisco Xavier Maria de Carvalho Melo e Daun (1753-1821) e Maria Amália de Carvalho e Daun (1756-1812).
A Marquesa de Pombal faleceu cerca de seis anos depois de seu marido, com 67 anos de idade, no palácio da família, na Rua Formosa (hoje chamada de Rua de O Século), em Lisboa, freguesia das Mercês. Foi sepultada em jazigo subterrâneo na Igreja Paroquial de Nossa Senhora das Mercês.